# Benevides
Benevides is een gemeente in de Braziliaanse deelstaat Pará. Het is onderdeel van de regiometropool Belém. De gemeente telt 60.990 inwoners (schatting 2017).
De gemeente grenst aan Ananindeua, Marituba, Santa Bárbara do Pará en Santa Isabel do Pará.